# Onthophagus ginyunensis
Onthophagus ginyunensis é uma espécie de inseto do género Onthophagus da família Scarabaeidae da ordem Coleoptera.

## História
Foi descrita cientificamente pela primeira vez no ano de 1942 por Vsetecka.